# Kirche Heilige Familie (Graz)

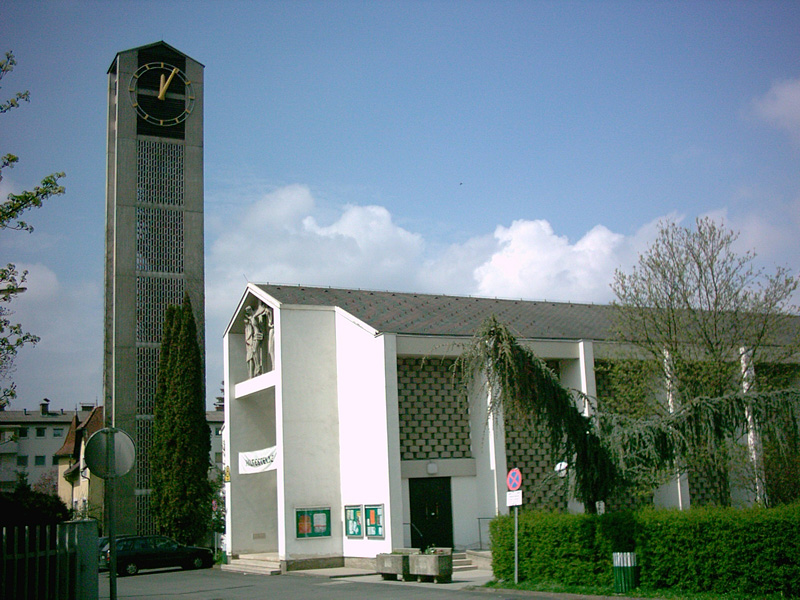
Kirche Heilige Familie in Andritz

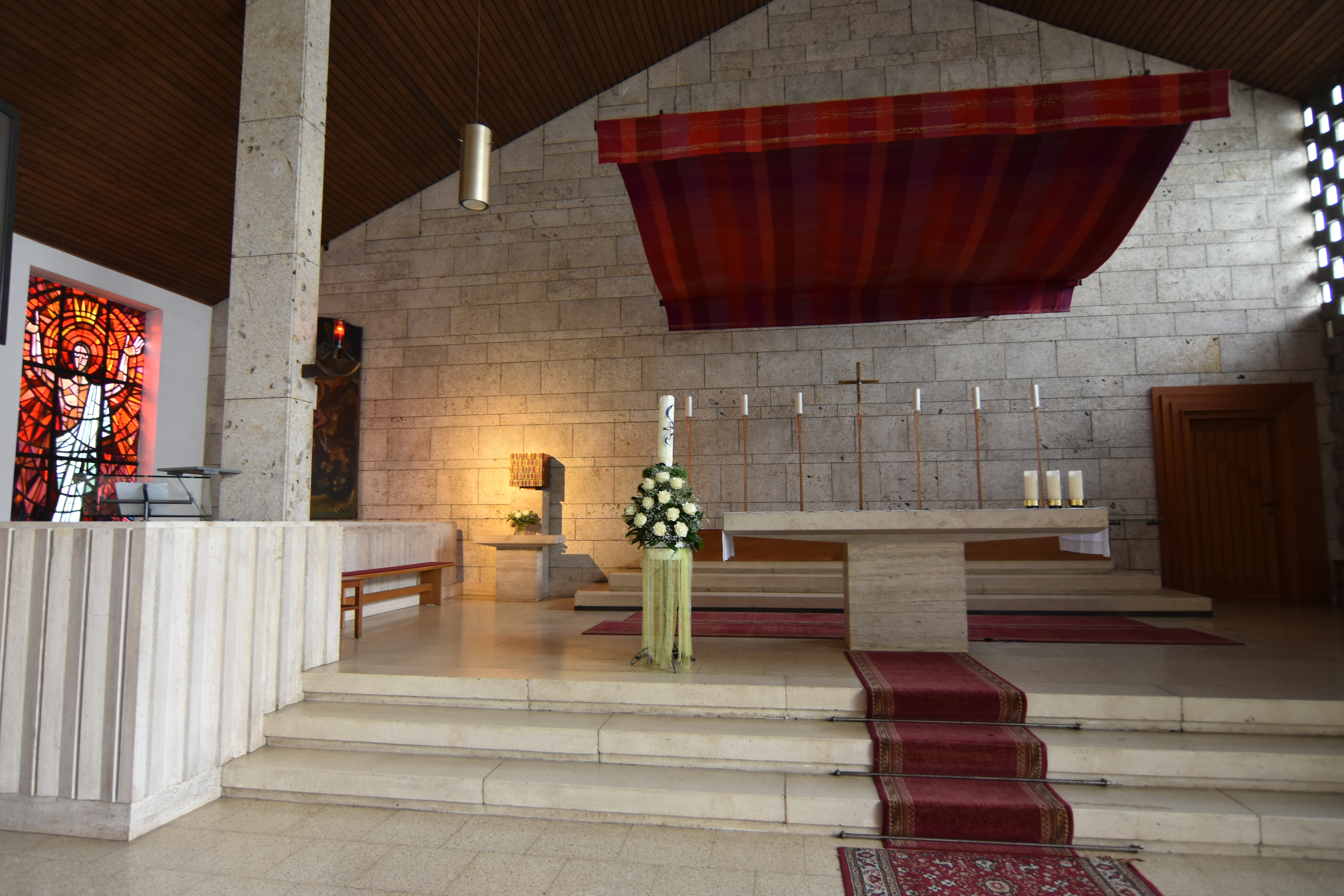
Altarraum der Kirche

Die Kirche zur Heiligen Familie, auch Pfarrkirche Andritz, ist eine römisch-katholische Pfarrkirche im zwölften Grazer Stadtbezirk Andritz. Sie ist die Pfarrkirche der Pfarre Graz-Andritz im Dekanat Graz-Nord der Stadtkirche Graz.

## Geschichte
Aufgrund der Errichtung einer Eisengießerei und Maschinenfabrik durch den Industriellen Josef Körösi in der Mitte des 19. Jahrhunderts kam es zu einem Bevölkerungszuwachs im Andritzer Dorf. Die Seelsorge der Kirchengemeinde wurde von der Pfarre Graz-St. Veit aus betrieben. Deswegen wurde die Errichtung einer Kapelle beschlossen, um die St. Veiter Pfarre zu entlasten. Der Ausbruch des Zweiten Weltkriegs verhinderte jedoch dieses Vorhaben. Da die Mittel für einen Kirchenbau fehlten, wurden die Räumlichkeiten der Landesschießstätte für die Abhaltung der Gottesdienste angemietet. Nachdem der Schützenverein im Jahr 1958 gegründet worden war, mussten die Gottesdienste verlegt werden. Daraufhin wurde das heutige Kirchengebäude nach den Plänen des Architekten Karl Raimund Lorenz erbaut und 1960 fertiggestellt. Die neue Pfarrkirche ist der Heiligen Familie geweiht und wurde 1980 durch den Bau eines Seelsorge- und Begegnungszentrums erweitert. Nach dem schweren Hochwasser 2005 musste der Sakralbau, der dabei stark beschädigt wurde, ein Jahr lang renoviert werden.